# Регулирование стока
Регулирование стока — искусственное целенаправленное перераспределение во времени речного стока в соответствии с требованиями потребления, который отражается в увеличении или уменьшении стока по сравнению с естественным режимом в определённые периоды.
Необходимость регулирования стока обусловлена потребностями обеспечения водой различных отраслей хозяйства (гидроэнергетика, мельничное дело, водоснабжение, орошение, обводнение, водный транспорт, рыбоводство, рекреация). Осуществляется путём создания водохранилищ и прудов, лесонасаждений, снегозадержания и тому подобное. По продолжительности циклов различают суточное, недельное, сезонное (годовое) и многолетнее регулирование. Самое распространенное — сезонное регулирование стока, когда задерживают паводковые и воды половодья, а затем тратят их в маловодный период года. Степень зарегулированности характеризуется коэффициентом зарегулированности стока.